# Las Dominicales del Libre Pensamiento
Las Dominicales del Libre Pensamiento fue un semanario librepensador impreso en la ciudad española de Madrid entre 1883 y 1909.

## Historia
Fue fundado por los periodistas republicanos federales Ramón Chíes "Eduardo de Riofranco" y Fernando Lozano Montes "Demófilo", próximos a Manuel Ruiz Zorrilla. Su primer número se imprimió el 4 de febrero de 1883 y el último el 27 de agosto de 1909. Chíes y Lozano lo codirigieron hasta que el primero falleció en 1893; Lozano continuó solo hasta que lo empezó a ayudar Antonio Zozaya. Aparecía los domingos con números de cuatro páginas en que dominaban sesudos artículos de fondo sobre política, cultura, sociedad, activismo, literatura, teatro, humanidades y ciencias. Fue probablemente la publicación periódica más heterodoxa de España entre los siglos XIX y XX y acogió en su seno todo tipo de pensamiento divergente del oficial. Entre sus colaboradores destacan el poeta y abogado masón manchego Antonio Rodríguez García-Vao, la escritora feminista Rosario de Acuña, el político republicano Francisco Pi y Margall, el médico y escritor masón José Francos Rodríguez, el político y escritor republicano Emilio Castelar, Esperanza Pérez, Amalia Carvia, el historiador republicano Miguel Morayta Sagrario, Eduardo Sojo, Salvador Sellés, el escritor del naturalismo Joaquín Dicenta, el poeta gallego Manuel Curros Enríquez, el escritor Eduardo Zamacois, el poeta Pedro Barrantes, José de Diego y el científico Odón de Buen, suegro de Fernando Lozano. En todos los números se hace publicidad gratuita de los órganos del Krausismo español, como la Institución Libre de Enseñanza y la Asociación para la Enseñanza de la Mujer. En 1902 se constituyó en órgano de la Federación Internacional de Libre Pensamiento en España, Portugal y América Ibera.
El semanario fue constantemente hostigado con ataques y denuncias por las autoridades y la iglesia, pero logró editarse sin interrupción y alcanzar, según el número del 21 de julio de 1890, una tirada de 20 a 25000 ejemplares, hasta que el asedio se intensificó el verano de 1900; en el número 939 (15-VII-1900) se explica por qué no se pudo publicar durante las tres semanas anteriores:

Los cinco últimos números de Las Dominicales han sido secuestrados; cuatro de ellos por denuncia; el último por equivocación, puesto que no ha sido denunciado. Amén de ello, el gobernador de Madrid nos ha multado pretextando una nimiedad, el haberse enviado o no a tiempo los números que se entregan en el gobierno civil. Era inútil, por tanto, imprimir el periódico en esas condiciones [...] Suman muchos miles de duros los daños y perjuicios que estos abusos del poder llevan producidos a nuestro periódico. Del centenar de procesos que se nos habrá formado, sólo de ocho años acá, no han prosperado más que dos o tres. En los demás, los gobiernos han procedido injustamente; pero nadie nos ha indemnizado de los daños causados por las injustas denuncias, acompañadas casi siempre de secuestro. Recuérdese aquel período de tres años, en que todas las semanas era el número denunciado a instancia de los Padres de familia, árbitros de los Tribunales. Vinieron después las furiosas persecuciones de los tres años de guerra. Y terminóse aquel Calvario con la pesadumbre de los siete meses de censura militar...

Defiende el republicanismo, el libre examen, el liberalismo, el deísmo, el agnosticismo, el ateísmo, los entierros civiles, el feminismo, el divorcio, la abolición de la pena de muerte, el naturalismo, la Escuela libre de Francisco Ferrer y Guardia y el estudio antropológico, histórico, materialista y científico de la religión. Se opone a los dogmas católicos y posee una fuerte carga anticlerical que acaso motivó el asesinato de uno de sus redactores, Antonio Rodríguez García-Vao. Muestra sus simpatías por la masonería, a la que pertenecían sus fundadores y gran número de sus redactores, el espiritismo y la teosofía, y también por el krausismo de la Institución Libre de Enseñanza, la Asociación para la Enseñanza de la Mujer y la Sociedad Protectora de los Niños, cuya publicidad incorporaba gratuitamente en sus páginas. Además anima el resurgimiento de la cultura sefardí en España.
Su radicalismo y seriedad (tanto más agresiva cuanto que nunca descendía a la grosería, como otros semanarios radicales, verbigracia El Motín de José Nakens) le valió el permanente ninguneo, hostilidad y contestación de las instituciones oficiales y los órganos de prensa de las autoridades eclesiásticas españolas.

## Testimonios
"...me pareció haber soñado cuando terminé de leer Las Dominicales, porque en ellas palpitaba la vida de la libertad, de la justicia, de la fraternidad, no como una abstracción del pensamiento, sino como una realidad viviente, enérgica, activa, llena de promesas de redención y de esperanzas de felicidad. Aquel periódico, extendido ante mis ojos, con aquel lenguaje de sublimes sinceridades; con aquella altivez indómita que se manifestaba en cada una de sus líneas; con aquel entusiasmo arrojado, vehemente, despreciativo de lo convencional, y al mismo tiempo lleno de generosidad y de austeridades, era el grito primero, el más valiente, el más conmovedor y el más imposible de ahogar de un pueblo que despierta, de un pueblo que desperezándose, como el león harto de míseros despojos, lanza los candentes hierros sino logra, con su vigorosa fuerza, romper las cadenas que lo aprisionan."
 «Valiosísima adhesión»  Carta de Rosario de Acuña a Ramón Chíes, Las Dominicales del Libre Pensamiento, 28-12-1884